# Alfred Rosche

Alfred Rosche

Alfred Rosche (* 2. August 1884 in Schluckenau, Österreich-Ungarn; † 31. Januar 1947 in Prag) war ein sudetendeutscher Jurist, Finanzfachmann, Politiker (DNP, DAWG, SdP, NSDAP) und SA-Führer, der nach der Angliederung des Sudetenlandes an das Deutsche Reich in den nationalsozialistischen Reichstag einzog.

## Leben
Rosche wuchs in einer Kaufmannsfamilie auf und hatte mindestens acht Geschwister. Nach dem Abschluss der gymnasialen Schullaufbahn studierte er ab 1906 Rechtswissenschaft an der Universität Graz und Prag. Im März 1911 promovierte er zum Dr. jur. Danach war er Rechtsreferendar am Oberlandesgericht sowie dem Landesgericht in Graz. Zwischen 1912 und 1914 betätigte er sich als Rechtsanwalt in Schluckenau. Nach einer militärischen Ausbildung nahm er von 1915 bis 1918 als Kriegsfreiwilliger der k.u.k. Armee am Ersten Weltkrieg teil. Während des Krieges war er an der Italienfront und auf dem Balkan eingesetzt. Aufgrund einer schweren Granatverletzung im Juni 1916 war Rosche 13 Monate lang gelähmt. Trotz seiner Kriegsuntauglichkeit meldete er sich erneut zum Kriegsdienst und wurde bis Kriegsende mehrfach ausgezeichnet. Nach Kriegsende wurde er im Rang eines Oberleutnants entlassen und kehrte in seine Heimat zurück. Von 1919 bis 1920 arbeitete Rosche als niedergelassener Rechtsanwalt mit dem Schwerpunkt Wirtschaftsrecht in Graz und danach in Nixdorf, wo er auch für die Stahlindustrie tätig wurde. Ab 1931 war er Gesellschafter der Nixdorfer Messerfabrik Fenixwerk OHG.
Rosche betätigte sich in völkischen Verbänden, so auch im Turnverband.
Als Angehöriger der Deutschen Nationalpartei (DNP) war er Stadtverordneter der Partei in Nixdorf. Von 1926 bis 1938 gehörte Rosche als Abgeordneter dem Parlament der Tschechoslowakei in Prag an. Zunächst widmete sich der DNP-Abgeordnete von 1926 bis 1928 als einer der führenden Politiker im deutsch-bürgerlichen Lager in der Parlamentsarbeit im Wesentlichen den Bereichen Wirtschaft und Finanzen. 1927 bis 1928 war er auch Fraktionsvorsitzender der DNP im Abgeordnetenhaus. Rosche schied nach Differenzen um die Zusammenarbeit seiner Partei mit regierungsnahen deutschen Parteien aus der DNP aus. Von 1928 und 1935 gehörte der anerkannte Wirtschaftspolitiker der neu gegründeten Parteiengruppe Deutsche Wirtschafts- und Arbeitsgemeinschaft (DWAG) an, die aus Abspaltungen anderer deutscher Parteien in der Tschechoslowakei entstand. 1928 wurde er als Spitzenkandidat der DAWG in den neugebildeten Landtag Böhmens, 1929 dann auch in das Abgeordnetenhaus der Tschechoslowakischen Republik gewählt. Später leitete er die „Rosche-Gruppe“ innerhalb der Parteiengruppe in die Sudetendeutsche Heimatfront über, die 1935 in Sudetendeutsche Partei umbenannt wurde.
Ab 1935 gehörte Rosche der SdP sowie deren Hauptleitung an und wurde für diese Partei noch im selben Jahr in das Prager Abgeordnetenhaus gewählt. Er übernahm 1936 den stellvertretenden Vorsitz des Abgeordnetenklubs der Partei. Rosche, der sich in den 1930er Jahren radikalisierte, aber als Mitglied der DAWG einen tschechisch-deutschen Ausgleich angestrebt hatte, diente in der SdP als „bürgerliches Aushängeschild“ der Partei. So vertrat er die SdP u. a. ab 1935 im Budgetausschuss. Als Vertreter der SdP war Rosche maßgeblich an den Verhandlungen mit tschechoslowakischen Regierungsvertretern zu den Nebenvereinbarungen zum Münchner Abkommen beteiligt. Noch vor der Angliederung der Sudetengebiete an das Deutsche Reich schloss sich Rosche dem Sudetendeutschen Freikorps an und bekleidete dort die Position eines Nachrichtenkommandanten. Nachdem das Sudetenland als Reichsgau Sudetenland dem Deutschen Reich angegliedert wurde, war er kurzzeitig im Gaupersonalamt der SdP beziehungsweise der NSDAP tätig. Nach der Ergänzungswahl am 4. Dezember 1938 wurde Rosche Mitglied des nationalsozialistischen Reichstages für die sudetendeutschen Gebiete und gehörte diesem durchgehend bis Frühjahr 1945 an. Am 21. März 1939 beantragte er die Aufnahme in die NSDAP und wurde rückwirkend zum 1. November 1938 aufgenommen (Mitgliedsnummer 6.808.817). Er wurde Mitglied der Internationalen Schadenskommission zum Ausgleich zwischen dem Deutschen Reich und der Tschechoslowakei sowie Beauftragter des „Stillhaltekommissars“ für sudetendeutsche Organisationen. In der SA erreichte Rosche 1942 den Rang eines Standartenführers. Von März 1939 bis 1945 war er Präsident des Sparkassen- und Giroverbands für das Sudetenland in Reichenberg.
Nach Kriegsende wurde Rosche im August 1945 in Liberec von tschechischen Behörden verhaftet und interniert. Im Oktober 1945 wurde er ins Gefängnis Pankrác überführt. Vor dem Prager Volksgericht musste er sich wegen des Republikschutz- und Retributionsgesetzes verantworten. Während des Verfahrens starb er an einem Herzanfall.